# Carl Swartz

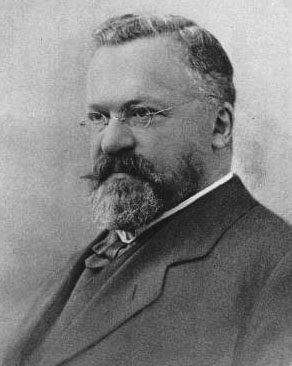
Carl Swartz

Carl Johan Gustaf Swartz (* 5. Juni 1858 in Norrköping; † 6. November 1926 in Stockholm) war ein schwedischer Politiker und Ministerpräsident von Schweden (Sveriges Statsminister).

## Studium und berufliche Laufbahn
Der Sohn eines Tabakfabrikbesitzer absolvierte ein Studium der Rechtswissenschaften 1877 bis 1879 an der Universität Uppsala sowie 1879 bis 1881 an der Rheinischen Friedrich-Wilhelms-Universität Bonn.
Nach der Beendigung des Studiums trat er in die elterliche Snusfabrik (Tabakfabrik) ein, die 1751 von seinem Vorfahren Petter Swartz gegründet worden war. Er war darüber hinaus von 1883 bis 1906 auch Direktor der Sparbank sowie der Enskilda Bank von Norrköping sowie später 1912 bis 1917 Vorstandsvorsitzender der damals privaten Sveriges Centralbank. 1917 war er außerdem für kurze Zeit Kanzler der Universität Uppsala.
Der Philanthrop hinterließ seiner Heimatstadt seine Villa als Museum und Bücherei. Nach seinem Tode schloss die Tabakfabrik in den 1930er Jahren und wurde später abgerissen.

## Politische Laufbahn

### Abgeordneter und Finanzminister
Swartz begann seine politische Laufbahn 1900 mit der Wahl zum Abgeordneten des Reichstages, wo er den Wahlkreis von Norrköping vertrat.
Im Mai 1906 wurde er von Arvid Lindman in dessen erstes Kabinett als Finanzminister berufen. Dieses Amt übte er bis zum Ende von Lindmans Amtszeit am 7. Oktober 1911 aus.
Während seiner Amtszeit als Staatsrat und Finanzminister brachte er einige Reformen ein, die insbesondere eine Progression der Einkommensteuer und der Vermögenssteuer vorsahen.
Nach dem Zusammenschluss einiger rechtsorientierter Gruppen des Reichstages wurde er 1912 bis 1914 Stellvertretender Vorsitzender und sodann Mitglied des Führungsgremiums der neu gegründeten Nationalpartei (Första kammarens nationella parti). Als solcher nahm er während des Ersten Weltkrieges insbesondere als Vorsitzender der Ständigen Reichstagsausschusses für Versorgung von 1915 bis 1917 eine führende Rolle ein.

### Ministerpräsident von 1917
Nach dem Rücktritt der Regierung von Hjalmar Hammarskjöld wegen außenpolitischen Drucks und interner Unruhen wurde er von König Gustav V. am 30. März 1917 zum Ministerpräsidenten berufen.
Die Hauptaufgabe von Swartz war insbesondere die Beruhigung der Bourgeoisie, die befürchtete, dass die vorausgegangene Februarrevolution 1917 in Russland am 1. Mai 1917 auch zu Unruhen in Stockholm führen würde. Swartz verbot dennoch bürgerliche Garden während der Demonstrationen zum 1. Mai, nachdem die Sozialdemokratische Partei ihrerseits zugesichert hatte, Unruhen zu vermeiden. Ohne diese besonnene Aktion des Ministerpräsidenten hätte es ebenfalls zu Aufständen und einer innenpolitischen Krise kommen können.
Aufgrund der kriegsbedingten Hungersnot kam es zu Unruhen, die erst nach dem Beginn der Kartoffelernte im Frühsommer 1917 abnahmen. Swartz begann außerdem Verhandlungen mit der Triple Entente (Großbritannien, Frankreich und Russland), um die Lieferung von Lebensmitteln zu erreichen, die sein Amtsvorgänger Hammarskjöld verhindert hatte.
Die Sozialdemokratische Partei nutzte die durch die Hungersnot bedingten Unruhen aus, um ein allgemeines Wahlrecht, das Frauenwahlrecht sowie eine Abkehr von der 40-Prozent-Hürde bei Kommunalwahlen zu fordern. Die Regierung von Swartz war in dieser Frage gespalten: Während die Minister für öffentliche Verwaltung und Finanzen, Oscar von Sydow und Conrad Carleson, erklärten, zurückzutreten, falls Swartz nicht den Forderungen der Sozialdemokraten und nun auch der Liberalen Partei nachgab, forderte Außenminister Arvid Lindman eine Beibehaltung des Status quo. Finanzminister Carleson bekam dabei Rückhalt durch die Industrie, die ein Ende der Wahlrechtskrise forderte. Swartz wollte die Entscheidung mit der für das Frühjahr 1918 vorgesehenen Reichstagswahl verbinden. Dadurch wurde er der erste schwedische konservative Ministerpräsident, der die Souveränität des Volks zur Bestimmung der Regierung anerkannte. König Gustav V. erkannte diese Haltung an und beließ Swartz im Amt des Ministerpräsidenten.
Allerdings erlitt Swartz wegen der Verwicklung seines Sohnes in einen Schwarzmarktskandal bei der darauf folgenden vorgezogenen Wahl erhebliche Stimmenverluste und musste deshalb am 19. Oktober 1917 als Ministerpräsident zurücktreten. Nachfolger wurde der liberale Politiker Nils Edén.